# Kościół Przemienienia Pańskiego w Budziszewicach
Kościół Przemienienia Pańskiego – rzymskokatolicki kościół parafialny należący do dekanatu Lubochnia diecezji łowickiej.

## Historia kościoła
Obecna murowana, neogotycka, jednonawowa świątynia została wybudowana według projektu architekta Feliksa Nowickiego ze składek parafian w latach 1907–1911, a w dniu 14 maja 1911 roku została konsekrowana przez biskupa Kazimierza Ruszkiewicza.
Kościół został wzniesiony z cegły na cokole kamiennym. Jest to świątynia zbudowana na planie wydłużonego prostokąta, posiadająca trójbocznie zamknięte, węższe prezbiterium, oraz aneksy boczne z przybudówkami, flankującymi kruchtę i prezbiterium. Na osi centralnej elewacji frontowej znajduje się trójkondygnacyjna, czworokątna wieża nakryta hełmem iglicowym. Nawa nakryta jest dachem dwuspadowym, prezbiterium nakryte jest dachem wielospadowym, natomiast aneksy - dachami dwuspadowymi. Świątynia cechuje się dużymi walorami architektonicznymi. Posiada prostą bryłę i rozplanowanie oraz uproszczone detale architektoniczne (ostrołukowe otwory okienne i drzwiowe, schodkowe szczyty z pinaklami, konsolowe gzymsy, tynkowane, zakończone ostrołukowo płyciny elewacji frontowej).